# Ilhas Gilbert

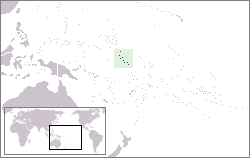
Localização das Ilhas Gilbert

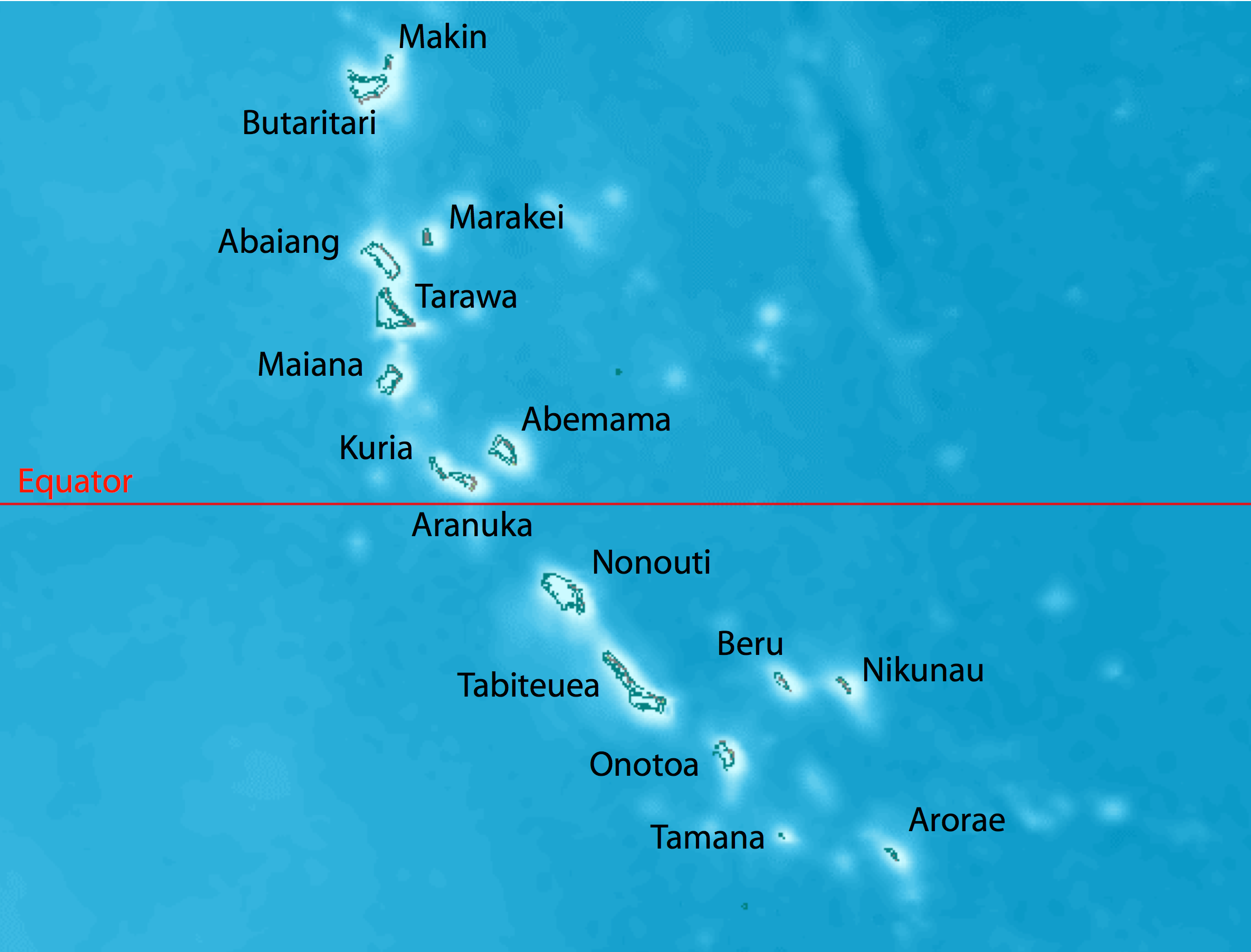
O arquipélago Gilbert, parte de Quiribáti

As Ilhas Gilbert, ou Ilhas Guilbert, são uma cadeia de 16 atóis e ilhas de coral no oceano Pacífico, parte da nação Quiribáti.
As ilhas Gilbert foram habitadas por Micronésios durante vários séculos antes de serem descobertas pelos europeus (1606, Pedro Fernandes de Queirós).